# Enicospilus kaalae
Enicospilus kaalae là một loài tò vò trong họ Ichneumonidae.